# Alicja Hansen
Alicja Hansen – postać z utworów Joanny Chmielewskiej, wzorowana na rzeczywistej przyjaciółce autorki - Alicji Schlichtkrull i posiadająca wiele jej rzeczywistych cech. 
Alicja Hansen po raz pierwszy pojawia się w twórczości Chmielewskiej w powieści Wszyscy jesteśmy podejrzani, gdzie jest jedną z wielu pracownic biura projektów. W międzyczasie przeprowadza się do duńskiego Allerød (w rzeczywistości Birkerød). W następnej książce, Krokodyl z Kraju Karoliny jest w przededniu własnego ślubu i staje się ofiarą nieudanej zbrodni. Jako główna bohaterka występuje dopiero w powieści Wszystko czerwone, gdzie jest celem serii zamachów, nieudanych głównie ze względu na własne roztargnienie, brak zamiłowania do porządku i zapraszanie ogromnej liczby gości. Jako główna bohaterka pojawia się jeszcze w powieściach "Kocie worki" i "Byczki w pomidorach" oraz raz opisana w krzywym zwierciadle w powieści "Harpie" pod imieniem Felicja. Epizodycznie również w Całym zdaniu nieboszczyka, "Szajce bez końca" i "Zapalniczce". 
Natura Alicji jest opisana w Krokodylu z Kraju Karoliny:

A Alicja miała charakter apolityczny, można powiedzieć nie ograniczony czasem i przestrzenią, taki, co to nie zna granic ni kordonów... Istniało dla niej tylko jedno kryterium: ktoś był przyzwoitym człowiekiem albo nie. Poza tym mógł sobie być czymkolwiek i reprezentować dowolne poglądy. Obojętne. Pewne rzeczy jednak i pewne zajęcia wykluczały w jej oczach przyzwoitość i takim zajęciem było między innymi szpiegostwo, niezależnie od skali. Jednakowo negatywnie odnosiła się do skarżypyty w przedszkolu i do międzynarodowego asa wywiadu. Uznawała atak z bagnetami na czołgi, ale nie uznawała najbardziej nawet patriotycznej pracy, z którą się trzeba było ukrywać.